# Кубок Європи з метань 2018
Кубок Європи з метань 2018 був проведений 10–11 березня в Лейрії на стадіонах «Магальяйнш Песоа» та Національного метального центру. 
Програма змагань включала чотири метальні легкоатлетичні дисципліни (штовхання ядра, метання диска, метання молота, метання списа) серед чоловіків та жінок у абсолютній віковій категорії (дорослі) та серед молоді.

## Індивідуальна першість

### Чоловіки
| Дисципліна     | Золото                                      | Золото | Срібло                       | Срібло | Бронза                           | Бронза |
| -------------- | ------------------------------------------- | ------ | ---------------------------- | ------ | -------------------------------- | ------ |
| Дорослі        |                                             |        |                              |        |                                  |        |
| Штовхання ядра | Олександр Лєсной Допущені нейтральні атлети | 21,32  | Міхал Гаратик Польща         | 21,18  | Месуд Пезер Боснія і Герцеговина | 20,71  |
| Метання диска  | Данієль Штоль Швеція                        | 66,81  | Сімон Петтерссон Швеція      | 65,81  | Янош Гусак Угорщина              | 63,45  |
| Метання молота | Павел Файдек Польща                         | 77,30  | Марцел Ломницький Словаччина | 75,97  | Озкан Балтаджі Туреччина         | 75,71  |
| Метання списа  | Йоганнес Феттер Німеччина                   | 92,70  | Бернхард Зайферт Німеччина   | 80,62  | Март тен Берге Нідерланди        | 79,92  |
| Молодь (U23)   |                                             |        |                              |        |                                  |        |
| Штовхання ядра | Маркус Томсен Норвегія                      | 19,61  | Патрик Мюллер Німеччина      | 19,18  | Леонардо Фаббрі Італія           | 19,08  |
| Метання диска  | Мартін Маркович Хорватія                    | 63,24  | Віктор Трус Білорусь         | 58,66  | Якоб Гардентранс Швеція          | 57,73  |
| Метання молота | Бенце Халас Угорщина                        | 74,83  | Володимир Мисливчук Україна  | 71,16  | Альберто Гонсалес Іспанія        | 70,61  |
| Метання списа  | Александру Новак Румунія                    | 80,73  | Норберт Рівас-Тот Угорщина   | 80,26  | Ципрян Мжиглюд Польща            | 74,55  |

### Жінки
| Дисципліна     | Золото                  | Золото | Срібло                                   | Срібло | Бронза                                   | Бронза |
| -------------- | ----------------------- | ------ | ---------------------------------------- | ------ | ---------------------------------------- | ------ |
| Дорослі        |                         |        |                                          |        |                                          |        |
| Штовхання ядра | Аніта Мартон Угорщина   | 19,12  | Альона Дубицька Білорусь                 | 18,47  | Дімітряна Сурду Молдова                  | 18,45  |
| Метання диска  | Надін Мюллер Німеччина  | 60,42  | Іріна Родрігеш Португалія                | 60,39  | Юлія Мальцева Допущені нейтральні атлети | 59,59  |
| Метання молота | Анна Малищик Білорусь   | 72,62  | Александра Таверньє Франція              | 71,20  | Мальвіна Копрон Польща                   | 69,54  |
| Метання списа  | Зігрід Борге Норвегія   | 62,42  | Крістін Гуссонг Німеччина                | 60,02  | Катаріна Молітор Німеччина               | 59,80  |
| Молодь (U23)   |                         |        |                                          |        |                                          |        |
| Штовхання ядра | Катаріна Майш Німеччина | 16,46  | Сідні Джамп'єтро Італія                  | 15,76  | Еліана Бандейра Португалія               | 15,74  |
| Метання диска  | Марія Толь Хорватія     | 56,31  | Вероніка Дом'ян Словенія                 | 54,48  | Емі Холдер Велика Британія               | 52,36  |
| Метання молота | Река Дьюрац Угорщина    | 56,31  | Софія Палкіна Допущені нейтральні атлети | 54,48  | Катажина Фурманек Польща                 | 52,36  |
| Метання списа  | Еда Тугсуз Туреччина    | 60,92  | Анна Тарасюк Білорусь                    | 56,48  | Аліна Шух Україна                        | 55,02  |

## Командна першість
Кожна країна могла виставити по 2 спортсмени у кожній дисципліні серед дорослих та по одному — серед молоді. В залік йшов кращий результат в кожній метальній дисципліні, після чого він переводився в очки за допомогою Міжнародної таблиці переводу результатів ІААФ. За сумою отриманих очок визначались переможці та призери в командному заліку Кубка. У межах командного заліку медалі отримували всі атлети країни, яка посіла призове місце, за умови виконання таким атлетом всіх спроб (необов'язково успішних) у змаганнях.

### Чоловіки
| Категорія    | Золото                                                                                          | Золото    | Срібло | Срібло | Бронза | Бронза |
| ------------ | ----------------------------------------------------------------------------------------------- | --------- | --- | ------ | --- | ------ |
| Дорослі      | Україна Микита Нестеренко (1088) Гліб Піскунов (1069) Микола Калюш (1011) Віктор Самолюк (1057) | 4225 очок | Іспанія Лойс Мартінес (1057) Педро Хосе Мартін (1043) Одель Хайнага (1040) Борха Вівас (1068) Франк Касаньяс Хав'єр Сінфуегос Алехандро Ногуера | 4208   | Італія Федеріко Аполлоні (1007) Марко Лінгва (1079) Мауро Фрарессо (1014) Себастьяно Б'янкетті (1075) Джованні Фалочі Сімоне Фаллоні | 4175   |
| Молодь (U23) | Італія Джуліо Анеза (998) Джакомо Прозерпіо (979) Джованні Белліні (947) Леонардо Фаббрі (1066) | 3990      | Україна Іван Поваляшко (928) Володимир Мисливчук (1049) Олександр Козубський (950) Роман Кокошко (1002)                                         | 3929   | Білорусь Віктор Трус (1036) Олександр Шиманович (996) Валерій Ізотов (964) Олег Томашевич (921)                                      | 3917   |

### Жінки
| Категорія    | Золото | Золото    | Срібло                                                                                               | Срібло | Бронза | Бронза |
| ------------ | --- | --------- | --- | ------ | --- | ------ |
| Дорослі      | Німеччина Надін Мюллер (1079) Шарлін Войта (1031) Крістін Гуссонг (1058) Лена Урбаняк (977) Крістін Пуденц Сюзен Кюстер Катаріна Молітор | 4145 очок | Польща Дар'я Забавська (965) Мальвіна Копрон (1086) Олександра Островська (921) Клаудія Кардаш (983) | 3955   | Україна Вікторія Клочко (951) Альона Шамотіна (1025) Ганна Гацько-Федусова (955) Ольга Голодна (982)       | 3913   |
| Молодь (U23) | Україна Карина Чередниченко (866) Вікторія Сахно (979) Аліна Шух (967) Тетяна Кравченко (801)                                            | 3613      | Туреччина Озлем Беджерек (782) Деніз Яйладжі (915) Еда Тугсуз (1074) Сінем Їлдірім (822)             | 3593   | Італія Мартіна Карневале (746) Лючія Прінетті Андзалапая (968) Кароліна Віска (914) Сідні Джамп'єтро (918) | 3546   |

## Медальний залік
До медального заліку включені нагороди за підсумками індивідуальної та командної першостей.
| Місце               | Країна                     | Золото | Срібло | Бронза | Загалом |
| ------------------- | -------------------------- | ------ | ------ | ------ | ------- |
| 1                   | Німеччина                  | 4      | 3      | 1      | 8       |
| 2                   | Угорщина                   | 3      | 1      | 1      | 5       |
| 3                   | Україна                    | 2      | 2      | 2      | 6       |
| 4                   | Норвегія                   | 2      | 0      | 0      | 2       |
| 4                   | Хорватія                   | 2      | 0      | 0      | 2       |
| 6                   | Білорусь                   | 1      | 3      | 1      | 5       |
| 7                   | Польща                     | 1      | 2      | 3      | 6       |
| 8                   | Італія                     | 1      | 1      | 3      | 5       |
| 9                   | Допущені нейтральні атлети | 1      | 1      | 1      | 3       |
| 9                   | Туреччина                  | 1      | 1      | 1      | 3       |
| 9                   | Швеція                     | 1      | 1      | 1      | 3       |
| 12                  | Румунія                    | 1      | 0      | 0      | 1       |
| 13                  | Іспанія                    | 0      | 1      | 1      | 2       |
| 13                  | Португалія                 | 0      | 1      | 1      | 2       |
| 15                  | Словаччина                 | 0      | 1      | 0      | 1       |
| 15                  | Словенія                   | 0      | 1      | 0      | 1       |
| 15                  | Франція                    | 0      | 1      | 0      | 1       |
| 18                  | Боснія і Герцеговина       | 0      | 0      | 1      | 1       |
| 18                  | Велика Британія            | 0      | 0      | 1      | 1       |
| 18                  | Молдова                    | 0      | 0      | 1      | 1       |
| 18                  | Нідерланди                 | 0      | 0      | 1      | 1       |
| Загалом (21 збірна) | Загалом (21 збірна)        | 20     | 20     | 20     | 60      |

## Виступ українців
Збірна України взяла участь у змаганні в складі 16 атлетів.

### Індивідуальна першість
| Дисципліна↓     | Чоловіки                                   | Жінки     |          |                                              |           |          |
| Атлет           | Місце                                      | Результат | Атлетка  | Місце                                        | Результат |          |
| --------------- | ------------------------------------------ | --------- | -------- | -------------------------------------------- | --------- | -------- |
| Ядро (дорослі)  | Віктор Самолюк Київська область            | 9         | 18,93    | Ольга Голодна Київська область               | 8         | 16,82 SB |
| Ядро (U23)      | Роман Кокошко Одеська область              | 6         | 18,00    | Тетяна Кравченко Київська область            | 12        | 13,83    |
|                 |                                            |           |          |                                              |           |          |
| Диск (дорослі)  | Микита Нестеренко Дніпропетровська область | 8         | 61,48 SB | Вікторія Клочко Дніпропетровська область     | 10        | 53,48 SB |
| Диск (U23)      | Іван Поваляшко Сумська область             | 10        | 52,76    | Карина Чередниченко Дніпропетровська область | 5         | 48,80    |
|                 |                                            |           |          |                                              |           |          |
| Молот (дорослі) | Гліб Піскунов Херсонська область           | 12        | 72,49 SB | Альона Шамотіна Дніпропетровська область     | 9         | 65,81    |
| Молот (U23)     | Володимир Мисливчук Рівненська область     | 2         | 71,16    | Вікторія Сахно Київська область              | 7         | 62,90    |
|                 |                                            |           |          |                                              |           |          |
| Спис (дорослі)  | Микола Калюш Рівненська область            | 9         | 74,18 SB | Ганна Гацько-Федусова Запорізька область     | 9         | 54,35 SB |
| Спис (U23)      | Олександр Козубський Київ                  | 6         | 69,84    | Аліна Шух Київська область                   | 3         | 55,02 SB |

### Командна першість
| Категорія↓   | Чоловіки                                                                                        | Жінки |         |                                                                                              |      |      |
| Команда      | Місце                                                                                           | Очки  | Команда | Місце                                                                                        | Очки |      |
| ------------ | ----------------------------------------------------------------------------------------------- | ----- | ------- | -------------------------------------------------------------------------------------------- | ---- | ---- |
| Дорослі      | Микита Нестеренко (1088) Гліб Піскунов (1069) Микола Калюш (1011) Віктор Самолюк (1057)         | 1     | 4225    | Вікторія Клочко (951) Альона Шамотіна (1025) Ганна Гацько-Федусова (955) Ольга Голодна (982) | 3    | 3913 |
| Молодь (U23) | Іван Поваляшко (928) Володимир Мисливчук (1049) Олександр Козубський (950) Роман Кокошко (1002) | 2     | 3929    | Карина Чередниченко (866) Вікторія Сахно (979) Аліна Шух (967) Тетяна Кравченко (801)        | 1    | 3613 |